# A20D-P (wagon doczepny)

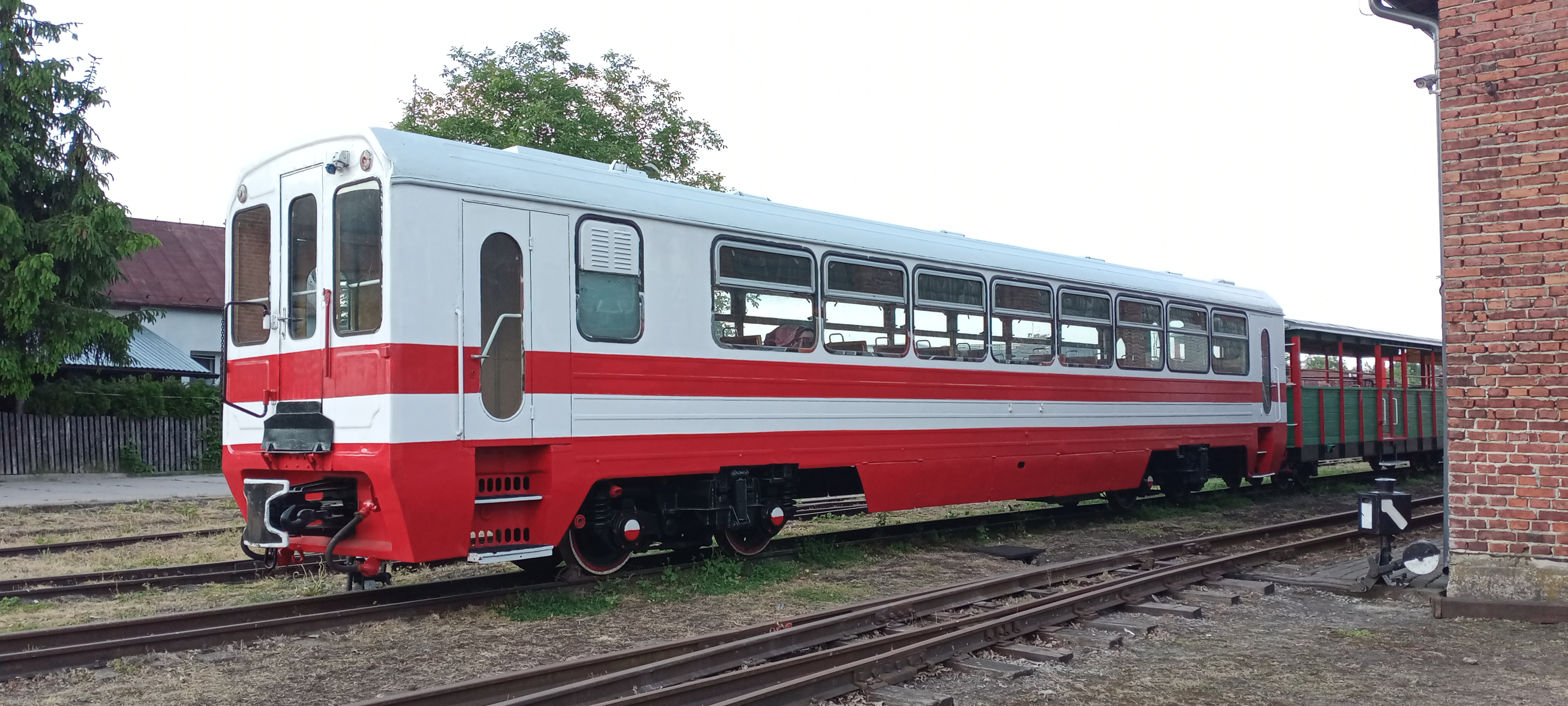
Wagon w Karczmiskach

A20D-P (oznaczenie na PKP serią Bxhpi) – wąskotorowy wagon doczepny do wagonu motorowego MBxd2. Wagony te zostały wyprodukowane w latach 1983–1988 w Zakładach Metalowych "23 August" w Bukareszcie. Pierwotnie wchodziły w skład spalinowych zespołów trakcyjnych A20D-P.

## Historia

### Tło historyczne
Koleje wąskotorowe w Polsce już od lat 50. były stopniowo likwidowane. Do tego procesu przyczyniło się wiele różnych czynników, takich jak np. rozwój motoryzacji. Dodatkowym czynnikiem powodującym likwidację i ograniczenia w ruchu kolei wąskotorowych był fatalny stan infrastruktury i taboru, w dużej mierze mocno przestarzałego, pochodzącego nawet sprzed II wojny światowej. W celu zapobiegnięcia likwidacji wszystkich kolei wąskotorowych, w 1983 roku Ministerstwo Komunikacji zakupiło w Rumunii w Zakładach Metalowych "23 August" w Bukareszcie zespoły trakcyjne A20D-P w składzie 32 wagonów motorowych oznaczonych serią MBxd2 oraz 100 wagonów doczepnych. Transakcję poprzedziło dostarczenie dwóch pojazdów testowych.

### Eksploatacja
Wagony były początkowo eksploatowane jako doczepy do MBxd2, z czasem jednak zaczęto je eksploatować również z lokomotywami, ze względu na dużą awaryjność MBxd2.
Do czasów współczesnych (stan na 07.2010) zachowało się około 76 wagonów (w różnym stanie):
- Gryfice Wąskotorowe - 12
- Dobra Nowogardzka - 3
- Gniezno Wąskotorowe - 6
- Piaseczno Miasto Wąskotorowe - 6
- Ełk - 5
- Nowy Dwór Gdański Wąskotorowy - 5
- Jędrzejów Wąskotorowy - 4
- Karczmiska - 4
- Przeworsk Wąski - 4
- Rogów -  4
- Bytom Karb Wąskotorowy - 3
- Bytom Rozbark - 3
- Krośniewice - 3
- Mława Wąskotorowa - 3
- Pleszew Wąskotorowy - 1
- Rudy - 3
- Śmigiel - 2
- Koszalin Wąskotorowy - 3
- Starachowice - 1
- Zbiersk - 1

## Budowa

### Nadwozie
Pudła wagonów mają konstrukcję samonośną analogiczną do wagonów motorowych MBxd2. Konstrukcja składa się ze szkieletu z kątowników, do których przyspawane zostały blachy poszycia. Drzwi wejściowe znajdują się na końcach wagonu (analogicznie jak w wielu innych wagonach osobowych). Na każdej ścianie bocznej znajdowało się 8 okien mających 1170 mm szerokości, górna część okna była uchylna, podobnie jak w dolnym pokładzie wagonów typu Bhp. Okna są identyczne jak w wagonie motorowym. Pudło zostało ocieplone wełną mineralną.

### Wnętrze
Wnętrze wagonu składa się z jednego przedziału pasażerskiego mającego 45 miejsc siedzących, w jednym z końców znajdowała się ubikacja oraz piec, siedzenia były w układzie 2+1, czyli typowym dla kolei wąskotorowych. Miejsca do siedzenia były wykonane z listewek. Dodatkowo wnętrze było wyposażone w półki na bagaż, śmietniki oraz uchwyty dla stojących pasażerów. Układ ten był zbliżony do wagonu motorowego z tą różnicą, że w wagonie motorowym siedzenia znajdowały się w dwóch przedziałach.

### Instalacja elektryczna i oświetlenie
Wagony posiadały instalacje elektryczną o napięciu 24V. Instalacja ta z racji braku ogrzewania elektrycznego służyła wyłącznie do oświetlania wnętrza wagonu, podświetlania wejścia oraz nadawania sygnału końca pociągu. Źródłem prądu był alternator podłączony do jednej z osi. Alternator zasilał baterie umieszczone pod podłogą wagonu. Jednakże ze względu na liczne awarie oraz przypadki urywania alternatorów wagony zostały przebudowane na zasilanie z lokomotywy. 

### Ogrzewanie
Wagony A20D-P posiadały własne indywidualne ogrzewanie wodne zasilane piecem węglowym umieszczonym w przedziale ogrzewczym. Rozwiązanie to powodowało, że wagony mogły być używane zarówno z wagonem motorowym jak i parowozem osobowym, jak również z lokomotywą niemającą ogrzewania wagonów, z drugiej strony rozwiązanie to wymuszało obsługę pieca w sezonie zimowym przez dodatkową osobę, co zawsze generuje dodatkowe koszty. Grzejniki idące wzdłuż ścian wagonu wykonano z rur o grubości wystarczającej, aby umożliwić grawitacyjny obieg wody (bez wymuszenia). Rozwiązanie ogrzewania wagonów było archaiczne już w momencie powstania konstrukcji.

### Podwozie i wózki
Wagon był oparty na dwóch skrętnych, tocznych wózkach dwuosiowych.

### Cięgła i zderzaki
W wagonie zastosowano typowe dla kolei wąskotorowej zderzaki i cięgła. Układ ten składał się z centralnego zderzaka i dwóch bocznych cięgieł orczykowych (odwrotnie niż w wagonach normalno- i szerokotorowych).

## Malatura wagonów
Wagony doczepne były malowane tak jak wagony silnikowe.
Malowanie fabryczne składało się z kremowych (RAL 1013) oraz wiśniowych pasów (RAL 3003) na ścianach wagonów oraz szarego dachu (RAL 7045). Poręcze wejściowe oraz krawędzie stopni były koloru białego zaś barierki na ścianach czołowych tak jak podwozie koloru czarnego.
W czasie eksploatacji wagony były malowane ogólnodostępnymi kolorami, które nieraz różniły się od oryginału. I tak np. na Kolei Piaseczyńskiej pasy wiśniowe zostały zastąpione różnymi kolorami (żółty, niebieski, zielony - dla odróżnienia wagonów) zaś od 2002 roku w Ełckiej Kolei Wąskotorowej zamiast odcienia kości słoniowej zastosowano kolor żółty.
Ze względu na niską jakość wykonania oraz użytych materiałów karoseria jest bardzo podatna na korozje.

## Oznaczenie literowe
Wagon posiada oznaczenie literowe Bxhpi
- B – Wagon drugiej klasy
- x – czteroosiowy
- h – wyposażony w hamulec
- p – hamulec pneumatyczny
- i – wagon posiada pomosty przejściowe